# Brownlowia riparia
Brownlowia riparia är en malvaväxtart som beskrevs av Ridley. Brownlowia riparia ingår i släktet Brownlowia och familjen malvaväxter. Inga underarter finns listade i Catalogue of Life.